# Equality Now
Equality Now este o organizatie non-guvernamentală fondată în 1992 de către avocații Jessica Neuwirth, Navanethem -„Navi” Pillay Feryal Gharahi, cu misiunea de a folosi legea pentru a apăra drepturile femeilor și fetelor. Principalele obiective ale organizației sunt oprirea traficului de persoane, încetarea violenței asupra femeilor, și militează pentru egalitatea între femei și bărbați în ceea ce privește drepturile sociale, economice și politice. Fondatoarea Jessica Neuwirth a scris cartea  Globalization: A Strategic Advance for Feminism?, care a fost  inclusă în colecția Sisterhood Is Forever: The Women's Anthology for a New Millennium (2003). 
Organizația Equality Now este prezentă pe plan global, aceasta având sedii în Africa (la Nairobi, Kenya, birou deschis în 2000), Europa (la Londra, birou deschis în 2004) America Latină, Orientul Mijlociu și Africa de Nord, precum și în America de Nord.

## Obiective
Egalitatea între femei și bărbați în ceea ce privește drepturile sociale, economice și politice.Lupta pentru drepturile civile și politice, precum și pentru drepturile economice, sociale și culturale, toate semnifică  lupta fundamentală pentru justiție și egalitate. Equality Now participă la o serie de activități și campanii ce urmăresc să monotorizeze guvernele responsabile față de promisiunile pe care le-au făcut pentru a proteja drepturile fundamentale ale femeilor și fetelor din întreaga lume. 

### Violența asupra femeilor
Equality Now depune eforturi în permanență pentru a trage un semnal de alarmă în ceea ce privește violența împotriva femeilor și a fetelor. Campanii de prevenire și informare sunt desfășurate de către organizație.

### Traficul de persoane
Organizația militează împtriva  traficului de persoane, reușind să trimită în judecată o agenție de turism americană, BigApple Oriental Tours ce avea ca prim interes  promovarea abuzurilor împotriva femeilor.

## Programe

### End Harmful Practices
Organizația luptă pentru ca lislația să recunoscă ca o încălcare a drepturilor omului abuzurile împotriva femeilor.

### End violence
Combaterea violenței asupra fetelor și femeilor poate avea un impact pozitiv nu doar asupra persoanelor menționate, ci asupra întregii comunități.

### Justice for girls
Fetele trebuie să fie protejate de către guvern și de către sistemul legislativ. Organizația are un cont intitulat  Adolescent Girls’ Legal Defense Fund prin care ajută adolescentele ce au fost supuse violenței și discriminării.